# Fukazava Sicsiró
Fukazava Sicsiró (深沢 七郎; Hepburn: Fukazawa Shichirō; Iszava, 1914. január 29. – 1987. augusztus 18.), a magyar könyvtári/könyvkiadói gyakorlatban Fukazawa Hichiró, Fukazava Hicsiróː japán író.

## Élete és művei
A mai Fuefuki városban (a régi Iszavában), Jamanasi prefektúra hegyvidékén született, volt földművelő, klasszikus gitáros egy sztriptízklubban, és már 42 éves is elmúlt, amikor első és máig legismertebb művét, a Zarándokének (Narajama-busi kó, 1956) című kisregényt benyújtotta a Csúó Kóron folyóirat pályázatára, és első díjat nyert vele. (Az egyik zsűritag Misima Jukio volt.) A mű az ősi obaszute („öregasszony-kirakás”) legenda mai továbbélését jelenítette meg. „A kegyetlen népszokásról szóló írás egész Japánt megrázta (akárcsak két filmváltozata közül az egyik az egész világot: az Imamura Sóhei-féle Narajama balladája 1983-ban cannes-i nagydíjat kapott).” 1960-ban közzétett szatirikus elbeszélése, a „Nyári álmom története” (Fúrjú jumemonogatari), amelyben egy álombeli forradalom során Akihito herceget és Micsiko hercegnét lemészárolja a nép, annyira felháborította a japán szélsőjobboldalt, hogy egy merénylő betört a kiadója házába, meggyilkolta a szobalányt, és megsebesítette a ház asszonyát. A Csúó Kóron folyóirat bocsánatkérést tett közzé, amiért megsértették a császári család méltóságát. (Az író pedig hosszú évekig bujkálásra kényszerült.) Fukazava folklorisztikus ihletésű, jobbára értelmiségellenes egyéb írásai a szegények életét ábrázolják nagy beleéléssel. Ismertebb műve még a Hömpölygő Fuefuki (Fuefukigava) című háborúellenes kisregénye, amely a hírhedt polgárháborús daimjó, Takeda Singen 16. századi parasztjai és katonái között játszódik.

### Művei magyarul[3]
- Zarándokének. Novellák; vál. Hani Kjóko, ford. Holti Mária, Szenczei László, utószó Tőkei Ferenc, Európa, Bp., 1965 (Modern könyvtár) ISBN 963072832X
- Kósui bölcsődal; vál. Hani Kjóko, ford. Sz. Holti Mária; Európa, Bp., 1968
- Zarándokének. Elbeszélések; vál. Hani Kjóko, szerk. Kalmár Éva, ford. Hani Kjoko, Sz. Holti Mária, Szenczei László; 3. bőv. kiad.; Európa, Bp., 1982 (Európa zsebkönyvek)

## Érdekesség
A Zarándokénekből filmet akart készíteni Kósa Ferenc, magyar filmrendező, de ez nem valósult meg.[forrás?] Aztán megcsinálta más, Imamura Sóhei.
Jeles András (szintén magyar filmrendező) pedig színpadra állított belőle egy saját adaptációt 2012-ben (Weöres Sándor Színház).